# جشنواره فیلم نور
جشنواره فیلم ایرانی نور (به انگلیسی: Noor Iranian Film Festival) به اختصار (NIFF) یک جشنواره سینمایی مستقل است که هر ساله در لس آنجلس برگزار می‌شود.
جشنواره فیلم نور از سال ۲۰۰۷ با مدیریت سیامک قهرمانی و با همکاری آنتونی عزیزی و گروهی از چهره‌های هنری در کالیفرنیا آغاز به کار کرد.